# Piotr Rusek
Piotr Maciej Rusek (ur. 19 czerwca 1939 w Bielsku) – polski inżynier i nauczyciel akademicki, specjalista w zakresie tribologii, profesor nadzwyczajny Akademii Górniczo-Hutniczej im. Stanisława Staszica w Krakowie i kilku meksykańskich uczelni technicznych, m.in. Universidad Panamericana.

## Życiorys
Piotr Rusek urodził się 19 czerwca 1939 roku w Bielsku, jako syn Feliksa i Janiny, z domu Piela. Feliks, jako członek Obrony Narodowej, został zmobilizowany pod koniec sierpnia 1939 roku z batalionem ON "Katowice" i wziął udział w kampanii wrześniowej. Piotr Rusek wraz z matką wyjechał do Krakowa, gdzie mieszkała rodziny matki. Feliks trafił do niewoli radzieckiej i w kwietniu 1940 roku padł ofiarą zbrodni katyńskiej.
Piotr Rusek jest absolwentem V Liceum Ogólnokształcącego im. Augusta Witkowskiego w Krakowie. W 1961 ukończył studia na Politechnice Krakowskiej na Wydziale Mechanicznym. Po studiach był pracownikiem Zakładu Technologii Mechanicznej (od 1982 kierownikiem) Instytutu Podstaw Budowy Maszyn Akademii Górniczo-Hutniczej (AGH). Na AGH uzyskiwał kolejne stopnie naukowe w zakresie nauk technicznych: w maju 1970 doktora, w czerwcu 1980 doktora habilitowanego. W latach 1973–1974 przebywał na stypendium habilitacyjnym na University of Massachusetts w Amherst.
W 1985 roku wyjechał wraz z rodziną do Meksyku, gdzie mieszkał przez 18 lat, będąc wykładowcą na tamtejszych uczelniach, między innymi na Universidad Panamericana. Był inicjatorem współpracy oraz wymian studenckich między AGH i uczelniami meksykańskimi. Wraz z meksykańską Polonią wpłynął na obraz Polski i Polaków w Meksyku, nawiązując międzyuczelnianą współpracę międzynarodową, kształcąc kolejne pokolenia meksykańskich fachowców i inicjując nowe kierunki studiów.
Piotr Rusek jest profesorem nadzwyczajnym Akademii Górniczo-Hutniczej im. Stanisława Staszica w Krakowie, promotorem rozpraw doktorskich w Polsce i w Meksyku.

## Życie prywatne
Żonaty z Ewą, z domu Oprzędkiewicz, absolwentką psychologii na Uniwersytecie Jagiellońskim, wieloletnim pracownikiem Zakładu Socjologii i Psychologii Pracy na AGH. Mają dwie córki: Annę (1966) i Katarzynę (1972) oraz czworo wnucząt. Po odejściu na emeryturę był przez kilka lat chórzystą (baryton) w swoszowickim chórze "Millenium". Od 2011 jest wiceprezesem Stowarzyszenia "Trzecie Tysiąclecie".

## Publikacje
Autor licznych publikacji z zakresu technologii materiałowej.